# 李承箕
李承箕（1452年—1505年），字世卿，號大崖居士，湖廣武昌府嘉魚縣人。明朝文人。

## 生平
生於明景泰三年（1452年）十二月十四日，成化二十二年（1486年）舉鄉試。師從陳獻章，師徒整天登涉山水，史載“白沙与之登临吊古，赋诗染翰，投壶饮酒，凡天地间耳目所闻见，古今下载籍所存，无所不语。所未语者，此心通塞往来之机，生生化化之妙，先生深思而自得之，不可以见闻承当也。”日久之後，終有所悟，隱居黃公山。弘治十八年（1505年）十二月二十日卒。
工詩文書法，著有《大崖李先生詩文集》。

## 家族
与兄長李承芳，称嘉鱼二李。
有子李虔，弘治五年（1492年）在大岩观和真静所读书。

## 延伸阅读
[在维基数据编辑]
 《國朝獻徵錄·卷之一百十四》，出自焦竑《國朝獻徵錄》
 《明史卷二百八十三》，出自《明史》